# American River (Naches River)

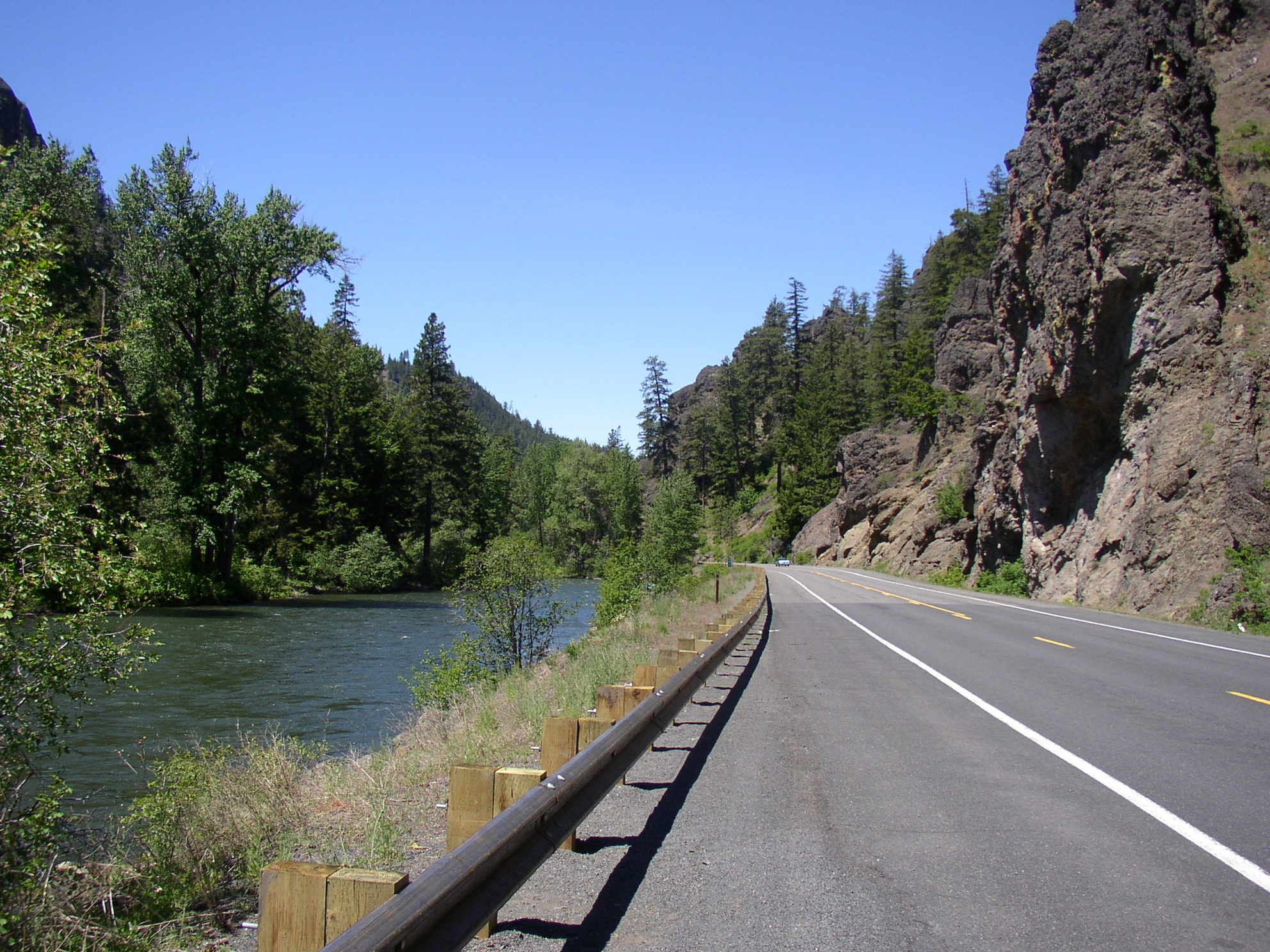
Der American River (Blick von der Washington State Route 410)

Der American River ist ein Nebenfluss des Bumping River im Yakima County im US-Bundesstaat Washington. Er fließt die Ostseite der Kaskadenkette hinab durch den Wenatchee National Forest und die William O. Douglas Wilderness.
Von seiner Quelle im American Lake aus fließt er einige Meilen nordwärts und nimmt seinen Zufluss Rainier Fork American River, der ostwärts aus der Umgebung des Chinook Pass herabfließt. Die Washington State Route 410 quert den Chinook Pass aus dem Mount Rainier National Park heraus, dann folgt sie den Tälern des Rainier Fork und des American River.
Nach der Mündung des Rainier Fork fließt der American River durch das Pleasant Valley. Er mündet auf dem American Forks Campground in den Bumping River.
Der American River ist Teil des Columbia River Basin; er fließt über Bumping River, Naches River und Yakima River in den Columbia River.
Ein früher Name für den American River war Miners Creek. Nach der Historikerin Gretta Gossett wurde Fluss „von hoffnungsfrohen Goldgräbern“ nach dem American River in Kalifornien benannt.